# Liste des guerres de la Russie
Cette liste regroupe les guerres et conflits ayant eu lieu sur l'actuel territoire russe ou ayant vu la participation de la Russie sous ses différentes entités. Voici une légende facilitant la lecture de l'issue des guerres ci-dessous :
- Victoire russe
- Défaite russe
- Autre résultat (par exemple un traité ou une paix sans un résultat clair, un Statu quo ante bellum, un résultat inconnu ou indécis)
- Conflit en cours

## Grande-principauté de Moscou
| Début | Fin  | Nom du conflit                     | Belligérants                 | Belligérants                  | Lieu                                                                         | Issue                                                   |
| Début | Fin  | Nom du conflit                     | Alliés (y compris Russie)    | Ennemis                       | Lieu                                                                         | Issue                                                   |
| ----- | ---- | ---------------------------------- | ---------------------------- | ----------------------------- | ---------------------------------------------------------------------------- | ------------------------------------------------------- |
| 1425  | 1453 | Guerre de Succession moscovite     | Vassili II                   | Iouri IV puis Dmitri Chémiaka | Grande-principauté de Moscou, principauté de Galitch, république de Novgorod | Victoire de Vassili II qui s'impose comme Grand-prince. |
| 1495  | 1497 | Guerre russo-suédoise de 1495-1497 | Grande-principauté de Moscou | Royaume de Suède              | Ingrie, Finlande                                                             | statu quo ante bellum                                   |

## Tsarat de Russie
| Début | Fin  | Nom du conflit                                                       | Belligérants | Belligérants | Lieu                                               | Issue |
| Début | Fin  | Nom du conflit                                                       | Alliés (y compris Russie) | Ennemis | Lieu                                               | Issue |
| ----- | ---- | -------------------------------------------------------------------- | --- | --- | -------------------------------------------------- | --- |
| 1558  | 1583 | Guerre de Livonie                                                    | Tsarat de Russie Royaume de Livonie (1570-1578) | Confédération livonienne Royaume de Danemark et de Norvège Royaume de Suède Royaume de Pologne et grand-duché de Lituanie puis République des Deux Nations (1569-1583) | Estonie, Livonie, Ingrie, Russie                   | Victoire du royaume du Danemark et de Norvège, de la Pologne-Lituanie et de la Suède Perte de l'Estonie, de la Livonie, de la Courlande et d'Ösel   |
| 1568  | 1570 | Guerre russo-turque de 1568-1570                                     | Tsarat de Russie | Empire ottoman Khanat de Crimée | Astrakhan et Azov                                  | Victoire militaire russe Défaite commerciale russe                                                                                                  |
| 1590  | 1595 | Guerre russo-suédoise de 1590-1595                                   | Tsarat de Russie | Royaume de Suède | Ingrie, Finlande, Carélie, Estonie                 | Victoire russe Reconquête des territoires perdus lors de la guerre de Livonie                                                                       |
| 1605  | 1618 | Guerre russo-polonaise de 1605-1618                                  | Tsarat de Russie | République des Deux Nations | Russie                                             | Traité de Deulino |
| 1610  | 1617 | Guerre d'Ingrie                                                      | Tsarat de Russie | Royaume de Suède | Ingrie                                             | Victoire suédoise Perte de l'Ingrie et du Kexholm                                                                                                   |
| 1632  | 1634 | Guerre de Smolensk                                                   | Tsarat de Russie | République des Deux Nations | Europe de l'Est                                    | Traité de Polanów |
| 1654  | 1667 | Guerre russo-polonaise de 1654-1667                                  | Tsarat de Russie | République des Deux Nations Khanat de Crimée | Partie orientale de la république des Deux Nations | Victoire russe Trêve d'Androussovo |
| 1656  | 1658 | Guerre russo-suédoise de 1656-1658                                   | Tsarat de Russie | Empire suédois | Principalement en Livonie et en Finlande           | Statu quo ante bellum |
| 1676  | 1681 | Guerre russo-turque de 1676-1681                                     | Tsarat de Russie | Empire ottoman | Tchyhyryne, Ukraine occidentale                    | Traité de Bakhtchissaraï |
| 1686  | 1700 | Guerre russo-turque de 1686-1700 (partie de la Grande guerre turque) | Tsarat de Russie Archiduché d'Autriche République des Deux Nations | Empire ottoman Khanat de Crimée | Crimée, Azov                                       | Victoire russe Conquête d'Azov |
| 1700  | 1721 | Grande guerre du Nord                                                | Tsarat de Russie Danemark (1700 et 1709-1721) Électorat de Saxe (1700 et 1709-1721) Royaume de Prusse (1715-1721) Électorat de Brunswick-Lunebourg (1715-1721) République des Deux Nations (1700-1704 et 1709-1721) Royaume de Grande-Bretagne (1717-1719) Principauté de Moldavie (1711) | Empire suédois Empire ottoman (1710-1714) République des Deux Nations (1704-1709) Royaume de Grande-Bretagne (1700 et 1719-1721)                                       | Europe                                             | Victoire de la Coalition La Russie devient la puissance dominante en Europe Orientale Déclin de la Suède et de la Pologne-Lituanie Traité de Nystad |

## Empire russe
| Début           | Fin              | Nom du conflit                                                                    | Belligérants | Belligérants | Lieu                                                                            | Issue |
| Début           | Fin              | Nom du conflit                                                                    | Alliés (y compris Russie) | Ennemis | Lieu                                                                            | Issue |
| --------------- | ---------------- | --------------------------------------------------------------------------------- | --- | --- | ------------------------------------------------------------------------------- | --- |
| 1722            | 1723             | Guerre russo-persane de 1722-1723                                                 | Empire russe | Perse | Transcaucasie et nord de l'Iran                                                 | Victoire russe Traité de paix de Saint-Pétersbourg |
| 1733            | 1738             | Guerre de Succession de Pologne                                                   | Partisans d'Auguste III : Empire russe Archiduché d'Autriche Électorat de Saxe | Partisans de Stanisław Leszczyński : Royaume de France Royaume d'Espagne Royaume de Sardaigne                                 | Pologne, Rhénanie, nord de l'Italie                                             | Victoire des alliés de Stanislas Leszczyński, mais Auguste III monte sur le trône de Pologne. Traité de Vienne                                                        |
| 1735            | 1739             | Guerre austro-russo-turque de 1735-1739                                           | Empire russe Archiduché d'Autriche | Empire ottoman Khanat de Crimée                                                                                               | Serbie, Macédoine, Valachie, Moldavie, Crimée, Ukraine                          | Victoire ottomane Traité de Belgrade |
| 1741            | 1743             | Guerre russo-suédoise de 1741-1743 (partie de la Guerre de Succession d'Autriche) | Empire russe | Royaume de Suède | Carélie                                                                         | Victoire russe Traité d'Åbo |
| 1756            | 1763             | Guerre de Sept Ans                                                                | Saint-Empire Archiduché d'Autriche Royaume de France Empire russe Royaume de Suède Royaume d'Espagne Électorat de Saxe République des Deux Nations Duché de Wurtemberg Royaume de Naples | Royaume de Prusse Royaume de Grande-Bretagne Royaume de Portugal Électorat de Brunswick-Lunebourg Landgraviat de Hesse-Cassel | Europe                                                                          | Statu quo en Europe |
| 1768            | 1774             | Guerre russo-turque de 1768-1774                                                  | Empire russe | Empire ottoman Khanat de Crimée                                                                                               | Moldavie, Valachie, Crimée, Méditerranée orientale                              | Victoire russe |
| 1787            | 1792             | Guerre russo-turque de 1787-1792                                                  | Empire russe Archiduché d'Autriche | Empire ottoman | Serbie, Moldavie, Valachie                                                      | Victoire russe |
| 1788            | 1790             | Guerre russo-suédoise de 1788-1790                                                | Empire russe | Royaume de Suède | Mer Baltique, Finlande                                                          | Statu quo ante bellum |
| 18 mai 1792     | 1792             | Guerre russo-polonaise de 1792                                                    | Empire russe | République des Deux Nations                                                                                                   | Pologne                                                                         | Victoire russe Deuxième partage de la Pologne |
| septembre 1798  | 22 octobre 1799  | Guerre de la deuxième coalition                                                   | Deuxième coalition : Saint-Empire Royaume de Grande-Bretagne Empire russe Royaume de Naples Royaume de Sicile Royaume de Sardaigne Royaume de Suède Empire ottoman | République française Danemark-Norvège Royaume d'Espagne                                                                       | France, Italie, Allemagne, Pays-Bas, Suisse, Irlande, Égypte                    | Victoire française Survie de la République française |
| 1804            | 1813             | Guerre russo-persane de 1804-1813                                                 | Empire russe | Perse | Transcaucasie                                                                   | Victoire russe Traité de Golestan (1813) |
| août 1805       | décembre 1805    | Guerre de la troisième coalition                                                  | Troisième Coalition : Empire d'Autriche Empire russe Royaume-Uni de Grande-Bretagne et d'Irlande Royaume de Suède Royaume des Deux-Siciles | Empire français Royaume d'Étrurie Espagne Royaume de Bavière Royaume de Wurtemberg Grand-duché de Bade                        | Europe centrale, Italie et Espagne                                              | Victoire française Dissolution du Saint-Empire romain germanique Création de la confédération du Rhin                                                                 |
| 1806            | 1807             | Guerre de la Quatrième Coalition                                                  | Quatrième Coalition : Empire russe Royaume de Prusse Royaume-Uni de Grande-Bretagne et d'Irlande Royaume de Suède Duché de Brunswick-Lunebourg Royaume de Saxe Royaume de Sicile | Empire français Espagne | Europe                                                                          | Victoire française Traité de Tilsit La Prusse perd la moitié de son territoire Création du Duché de Varsovie Alliance franco-russe Promulgation du Blocus continental |
| 1806            | 1812             | Guerre russo-turque de 1806-1812                                                  | Empire russe | Empire ottoman | Serbie, Moldavie, Valachie                                                      | Victoire russe Traité de Bucarest (1812) |
| février 1808    | septembre 1809   | Guerre de Finlande                                                                | Empire russe | Royaume de Suède | Finlande et Suède                                                               | Victoire russe Traité de Fredrikshamn Conquête de la Finlande |
| 22 juin 1812    | 14 décembre 1812 | Campagne de Russie                                                                | Empire russe | Empire français Danemark-Norvège Royaume de Prusse Empire d'Autriche                                                          | Empire russe (entre le Niémen et Moscou)                                        | Victoire russe Retraite de Russie |
| 1812            | 1814             | Guerre de la Sixième Coalition                                                    | Sixième Coalition : Empire d'Autriche Empire russe Royaume de Prusse Royaume-Uni de Grande-Bretagne et d'Irlande Royaume de Portugal Royaume de Suède Royaume de Sicile | Empire français Danemark-Norvège                                                                                              | Europe                                                                          | Victoire des coalisés Congrès de Vienne Exil de Napoléon à l'île d'Elbe                                                                                               |
| 10 mars 1815    | 8 juillet 1815   | Guerre de la Septième Coalition                                                   | Septième Coalition : Royaume de Prusse Empire d'Autriche Royaume-Uni de Grande-Bretagne et d'Irlande Empire russe Suède-Norvège Royaume uni des Pays-Bas Royaume d'Espagne Royaume de Portugal Royaume de Sardaigne Grand-duché de Toscane Royaume de Sicile                                                                          | Empire français | France, Belgique                                                                | Victoire des coalisés Congrès de Vienne Traité de Paris Fin des guerres napoléoniennes Deuxième exil de Napoléon Ier                                                  |
| 1826            | 1828             | Guerre russo-persane de 1826-1828                                                 | Empire russe | Perse | Transcaucasie                                                                   | Victoire russe Traité de Turkmanchai |
| 1828            | 1829             | Guerre russo-turque de 1828-1829                                                  | Empire russe | Empire ottoman | Moldavie, Valachie, Thrace, Arménie                                             | Traité d'Andrinople (1829) |
| novembre 1830   | octobre 1831     | Insurrection de novembre 1830                                                     | Empire russe | Insurgés polonais | Pologne                                                                         | Victoire russe Russification de la Pologne |
| 1839            | 1841             | Deuxième Guerre égypto-ottomane                                                   | Empire britannique Empire d'Autriche Empire russe Empire ottoman | Égypte Royaume de France Royaume d'Espagne                                                                                    | Moyen-Orient (principalement au Levant)                                         | L'Égypte renonce à ses revendications sur la Syrie. Méhémet Ali reconnu comme dirigeant légitime de l'Égypte                                                          |
| 4 octobre 1853  | 30 mars 1856     | Guerre de Crimée                                                                  | Empire russe | Empire ottoman Empire français Royaume-Uni de Grande-Bretagne et d'Irlande Royaume de Sardaigne                               | Essentiellement en Crimée, dans le Caucase et les Balkans                       | Victoire alliée Traité de Paris |
| 24 avril 1877   | 3 mars 1878      | Guerre russo-turque de 1877-1878                                                  | Empire russe Principauté de Roumanie | Empire ottoman | Balkans et Arménie                                                              | Traité de Berlin |
| 2 novembre 1899 | 7 septembre 1901 | Révolte des Boxers                                                                | Alliance des huit nations : Empire du Japon Empire russe Royaume-Uni France États-Unis Empire allemand Royaume d'Italie Autriche-Hongrie | Poings de la justice et de la concorde (« Boxers ») Empire de Chine                                                           | Chine                                                                           | Victoire alliée Protocole de paix Boxer Discrédit de la dynastie Qing                                                                                                 |
| 8 février 1904  | 5 septembre 1905 | Guerre russo-japonaise                                                            | Empire russe | Empire du Japon | Corée et Mandchourie                                                            | Victoire militaire japonaise |
| 1er août 1914   | 3 mars 1918      | Première Guerre mondiale                                                          | Alliés : Royaume de Serbie Empire russe (1914-1917) puis RSFS de Russie (1917 - mars 1918) France Belgique Luxembourg Royaume-Uni de Grande-Bretagne et d'Irlande Royaume du Monténégro Empire du Japon Royaume d'Italie (1915-1918) Royaume de Roumanie (1916-1918) États-Unis (1917-1918) Royaume de Grèce (1917-1918) Et autres... | Empires centraux : Autriche-Hongrie Empire allemand Empire ottoman Royaume de Bulgarie (1915-1918)                            | Europe, Afrique, Moyen-Orient, Chine, Océanie Océan Pacifique, Océan Atlantique | Défaite russe Traité de Brest-Litovsk (1918) |
| 1916            | 1931             | Révolte basmatchi                                                                 | Empire russe (1916-1917) puis République russe (1917) puis RSFS de Russie (1917-1922) puis URSS (1922-1931) | Basmatchis | Turkestan russe                                                                 | Victoire soviétique |

## République socialiste fédérative soviétique de Russie
| Début           | Fin          | Nom du conflit                       | Belligérants                                                         | Belligérants | Lieu | Issue |
| Début           | Fin          | Nom du conflit                       | Alliés (y compris Russie)                                            | Ennemis | Lieu | Issue |
| --------------- | ------------ | ------------------------------------ | -------------------------------------------------------------------- | --- | --- | --- |
| 7 novembre 1917 | 17 juin 1923 | Guerre civile russe                  | Bolcheviks et Armée rouge RSFS de Russie République d'Extrême-Orient | Armées blanches Empires centraux (1917-1918) : Empire allemand Empire ottoman Autriche-Hongrie Alliés (1918-1922) : Tchécoslovaquie Empire du Japon Royaume de Grèce Empire britannique États-Unis France Pologne Royaume des Serbes, Croates et Slovènes Royaume de Roumanie Italie République de Chine Mouvements indépendantistes locaux : Finlande, Estonie, Lettonie, Lituanie, République populaire ukrainienne, etc | Anciens territoires de l'Empire russe (actuels Russie, Ukraine, Géorgie, Finlande, Pologne, Kazakhstan, Biélorussie, Azerbaïdjan, Estonie, Lettonie, Lituanie), Mongolie-Extérieure, Perse | Victoire des Bolcheviks en Russie, Ukraine, Géorgie, Kazakhstan, Arménie, Azerbaïdjan et Biélorussie. Défaite des Bolcheviks dans les Pays baltes, en Pologne et en Finlande. Mise en place d'un régime communiste en Mongolie-Extérieure |
| janvier 1918    | mai 1918     | Guerre civile finlandaise            | Gardes rouges finlandais Gardes rouges russes RSFS de Russie         | Garde blanche finlandaise Jägers finlandais Empire allemand | Finlande | Victoire des Blancs |
| novembre 1918   | février 1920 | Guerre d'indépendance de l'Estonie   | RSFS de Russie et la Commune des travailleurs d'Estonie              | Estonie | Estonie | Indépendance de l'Estonie |
| 5 décembre 1918 | 11 août 1920 | Guerre d'indépendance de la Lettonie | RSS de Lettonie RSFS de Russie                                       | Lettonie Pologne Estonie Royaume-Uni de Grande-Bretagne et d'Irlande France | Lettonie | Indépendance de la Lettonie en tant que République de Lettonie Traité de Riga (1921) Paix de Riga |
| 1919            | 1921         | Guerre soviéto-polonaise             | RSFS de Russie République socialiste soviétique d'Ukraine            | Pologne République populaire ukrainienne | Europe centrale et Europe de l'Est | Paix de Rīga |

## Union des républiques socialistes soviétiques
| Début             | Fin               | Nom du conflit                    | Belligérants | Belligérants | Lieu | Issue |
| Début             | Fin               | Nom du conflit                    | Alliés (y compris URSS) | Ennemis | Lieu | Issue |
| ----------------- | ----------------- | --------------------------------- | --- | --- | --- | --- |
| 28 août 1924      | 5 septembre 1924  | Soulèvement géorgien d'août 1924  | Union soviétique | DAMKOM Différents groupes insurgés | RSS de Géorgie | Victoire soviétique |
| 22 juillet 1929   | 9 septembre 1929  | Conflit soviéto-chinois de 1929   | Union soviétique | République de Chine | Mandchourie intérieure | Confirmation des dispositions de l'accord de 1924 |
| 11 mai 1939       | 16 septembre 1939 | Bataille de Khalkhin Gol          | Union soviétique République populaire mongole | Empire du Japon Mandchoukouo | Mongolie, Aïmag de Dornod | Victoire soviétique décisive |
| 17 septembre 1939 | 6 octobre 1939    | Campagne de Pologne de 1939       | Reich allemand Union soviétique République slovaque | Pologne | Pologne | Victoire germano-soviétique décisive |
| 30 novembre 1939  | 13 mars 1940      | Guerre d'Hiver                    | Union soviétique | Finlande | Finlande | Traité de Moscou (1940) |
| 22 juin 1941      | 7 décembre 1945   | Seconde Guerre mondiale           | Alliés : Pologne France (1939-1940) puis France libre Royaume-Uni Australie Nouvelle-Zélande Union d'Afrique du Sud Canada Danemark (1940-1945) Norvège (1940-1945) Pays-Bas (1940-1945) Belgique (1940-1945) Luxembourg (1940-1945) Royaume de Grèce (1940-1945) Royaume de Yougoslavie (1941-1945) Union soviétique (1941-1945) États-Unis (1941-1945) République de Chine (1941-1945) Brésil (1942-1945) Et autres... | Axe : Reich allemand Empire du Japon Royaume d'Italie (1939-1943) Royaume de Hongrie (1940-1945) Royaume de Roumanie (1940-1944) Royaume de Bulgarie (1941-1944) État indépendant de Croatie (1941-1945) Thaïlande République slovaque Et autres... | Europe, Océan Pacifique, Asie, Moyen-Orient, Mer Méditerranée, Océan Atlantique, Afrique, Océanie, Océan Indien, Amérique du Nord | Victoire des Alliés Chute du Troisième Reich Occupation de l'Allemagne et du Japon par les Alliés Création de l'ONU Début du processus de décolonisation Émergence des États-Unis et de URSS en tant que superpuissances Bipolarisation, menant vers le début de la guerre froide |
| 25 juin 1941      | 19 septembre 1944 | Guerre de Continuation            | Union soviétique Royaume-Uni | Finlande Reich allemand Royaume d'Italie | Finlande, Carélie, Mourmansk | Victoire soviétique Traité de Paris |
| 25 juin 1950      | 27 juillet 1953   | Guerre de Corée                   | Corée du Nord Union soviétique Chine | Nations unies : Australie Belgique Canada Colombie Corée du Sud États-Unis Éthiopie France Royaume de Grèce Luxembourg Pays-Bas Nouvelle-Zélande Philippines Thaïlande Turquie Royaume-Uni Afrique du Sud                                           | Corée | Armistice de Panmunjeom |
| 23 octobre 1956   | 10 novembre 1956  | Révolution hongroise de 1956      | Union soviétique ÁVH (Autorité de protection de l'État) | Insurgés hongrois | République populaire de Hongrie                                                                                                   | Victoire soviétique, écrasement de la révolte |
| juillet 1967      | août 1970         | Guerre d'usure                    | République arabe unie Union soviétique Organisation de libération de la Palestine Cuba Jordanie | Israël | Sinaï, Frontières jordaniennes | Les deux camps revendiquent la victoire. Poursuite de l'occupation israélienne du Sinaï |
| 20 août 1968      | 21 août 1968      | Invasion de la Tchécoslovaquie    | Pacte de Varsovie : Union soviétique Bulgarie Allemagne de l'Est Hongrie Pologne | Tchécoslovaquie | Tchécoslovaquie | Protocole de Moscou Présence militaire soviétique jusqu'en 1991 |
| 23 juillet 1977   | 23 mars 1978      | Guerre de l'Ogaden                | Gouvernement militaire provisoire de l'Éthiopie socialiste Cuba Yémen du Sud Union soviétique | République démocratique somalie Front de libération de la Somalie occidentale Front de libération Somali Abo | Ogaden, Éthiopie | Victoire de l'Éthiopie et de ses soutiens |
| 24 décembre 1979  | 15 février 1989   | Guerre d'Afghanistan de 1979-1989 | Union soviétique République démocratique d'Afghanistan | Union islamique des Moudjahidines d'Afghanistan | Afghanistan | Retrait soviétique La guerre civile afghane continue ensuite Prise du pouvoir par les Taliban en 1996 |

## Fédération de Russie
| Début             | Fin             | Nom du conflit                                              | Belligérants | Belligérants | Lieu                                                                                   | Issue |
| Début             | Fin             | Nom du conflit                                              | Alliés (y compris Russie) | Ennemis | Lieu                                                                                   | Issue |
| ----------------- | --------------- | ----------------------------------------------------------- | --- | --- | -------------------------------------------------------------------------------------- | --- |
| 1991              | 1993            | Guerre civile géorgienne (Première guerre d'Ossétie du Sud) | Russie Abkhazie Ossétie du Sud-Alanie Russie                                                                                    | Géorgie | Géorgie                                                                                | Le Conseil d'État prend contrôle de la Géorgie, tandis que les Abkhazes et les Sud-Ossètes gagnent de facto la majorité de leurs terres revendiquées.          |
| 30 octobre 1992   | 6 novembre 1992 | Conflit en Ossétie du Nord de 1992                          | Ossétie-du-Nord-Alanie Russie                                                                                                   | Milices ingouches | Est du raïon Prigorodny, Ossétie-du-Nord-Alanie, près de la frontière avec l'Ingouchie | Nettoyage ethnique et expulsion des Ingouches locaux |
| 1992              | 1997            | Guerre civile du Tadjikistan                                | Tadjikistan Russie Ouzbékistan                                                                                                  | Mouvement islamique d'Ouzbékistan État islamique d'Afghanistan Talibans Soutenus par : Al-Qaïda                                           | Tadjikistan                                                                            | Accords de paix sous l'égide de l'ONU |
| 11 décembre 1994  | 31 août 1996    | Première guerre de Tchétchénie                              | Russie | République tchétchène d'Itchkérie | Tchétchénie                                                                            | Victoire tchétchène Accords de Khassaviourt Retrait des troupes russes Indépendance de facto de la Tchétchénie                                                 |
| août 1999         | 2009            | Seconde guerre de Tchétchénie                               | Russie Tchétchénie | République tchétchène d'Itchkérie Émirat du Caucase Moudjahidines                                                                         | Tchétchénie, Daguestan                                                                 | Victoire russe Chute de Grozny Restauration du contrôle de la fédération de Russie Attentats et actes de guérilla par les Moudjahidines et l'Émirat du Caucase |
| 21 juillet 2007   | 19 mai 2015     | Guerre d'Ingouchie                                          | Russie Ingouchie | Émirat du Caucase République tchétchène d'Itchkérie Ingouchie Opposition                                                                  | Ingouchie                                                                              | Victoire russe |
| 7 août 2008       | 16 août 2008    | Deuxième guerre d'Ossétie du Sud                            | Russie Ossétie du Sud-Alanie Abkhazie                                                                                           | Géorgie | Géorgie, Abkhazie, Ossétie du Sud                                                      | Victoire russe Reconnaissance par la Russie de l'indépendance de l'Ossétie du Sud et de l'Abkhazie                                                             |
| 2009              | 2017            | Guérilla en Ciscaucasie                                     | Russie | Émirat du Caucase Moudjahidines | Russie, Ciscaucasie                                                                    | Victoire russe Destruction de l'Émirat du Caucase. Stabilisation de la situation dans le Caucase du Nord                                                       |
| 26 février 2014   | février 2022    | Annexion de la Crimée Guerre du Donbass                     | République autonome de Crimée puis République de Crimée Russie République populaire de Donetsk République populaire de Lougansk | Ukraine | Crimée, Donbass                                                                        | La Crimée est annexée. Début de la guerre en Ukraine. |
| 30 septembre 2015 | 8 décembre 2024 | Guerre civile syrienne                                      | Syrie Russie Iran Hezbollah | Armée syrienne libre Front islamique Front al-Nosra Légion du Sham Front Ansar Dine Soutenus par : Turquie Arabie saoudite État islamique | Syrie                                                                                  | Défaite Chute du régime de Bachar el-assad. |
| 24 février 2022   | ——              | Guerre à l'Ukraine                                          | Russie Tchétchénie Biélorussie (indirectement: abrite des bases militaires russes,)                                             | Ukraine | Ukraine                                                                                | en cours |